# Adam Laurent
Adam Laurent (Santa Cruz, 6 de junio de 1971) es un deportista estadounidense que compitió en ciclismo en la modalidad de pista, especialista en la prueba de persecución por equipos.
Ganó dos medallas en el Campeonato Mundial de Ciclismo en Pista, plata en 1994 y bronce en 1995.
Participó en los Juegos Olímpicos de Atlanta 1996, ocupando el sexto lugar en la prueba de persecución por equipos.

## Medallero internacional
| Campeonato Mundial | Campeonato Mundial | Campeonato Mundial | Campeonato Mundial      |
| Año                | Lugar              | Medalla            | Competición             |
| ------------------ | ------------------ | ------------------ | ----------------------- |
| 1994               | Palermo (Italia)   | Medalla de plata   | Persecución por equipos |
| 1995               | Bogotá (Colombia)  | Medalla de bronce  | Persecución por equipos |

1. ↑  Compitió en la ronda de clasificación.